# Rahel Kopp
Rahel Kopp (* 18. März 1994) ist eine ehemalige Schweizer Skirennfahrerin. Sie war auf die Disziplinen Slalom und Riesenslalom spezialisiert.

## Biografie
Kopp absolvierte das Skigymnasium in Davos. Im Alter von 15 Jahren nahm sie ab Januar 2010 an FIS-Rennen teil. Im Dezember desselben Jahres folgten die ersten Einsätze im Europacup. 2011 war sie Teilnehmerin am European Youth Olympic Festival in Liberec und fuhr sowohl im Slalom als auch im Riesenslalom auf den vierten Platz. Nach einigen guten Ergebnissen im Europacup und bei FIS-Rennen, vor allem im Slalom, wurde sie in das Schweizer C-Kader aufgenommen. Im Winter 2011/12 konnte sie allerdings wegen einer Knieverletzung nur wenige Rennen bestreiten.
Aufgrund guter Renn- und Trainingsergebnisse vor den Weltmeisterschaften 2013 in Schladming wurde Kopp überraschend für den Teamwettbewerb nachnominiert, obwohl sie zuvor noch nie ein Weltcuprennen bestritten hatte. Das Team scheiterte schliesslich im Achtelfinal an Kanada. Bei den Juniorenweltmeisterschaften 2013 gewann sie die Silbermedaille im Mannschaftswettbewerb. Die ersten Weltcuppunkte holte sie am 29. Dezember 2014 mit Platz 26 im Slalom von Kühtai. Im März 2015 gewann sie bei den Juniorenweltmeisterschaften in Hafjell die Goldmedaille in der Kombination und die Bronzemedaille im Super-G.
In der Saison 2015/16 kam Kopp vermehrt im Weltcup zum Einsatz, wobei sie sich besonders in Kombinationsrennen auszeichnete. Am 28. Februar 2016 sorgte sie in Soldeu für eine Überraschung, als sie in dieser Disziplin mitten in die Weltspitze vorstiess und den fünften Platz belegte. In den drei folgenden Jahren konnte Kopp im Weltcup nur sporadisch in die Punkteränge fahren. Weder konnte sie sich für die Olympischen Winterspiele 2018 qualifizieren noch für die Weltmeisterschaften 2017 und 2019. Umso überraschender war ihr vierter Platz in der Kombination von Crans-Montana am 24. Februar 2019, gleichbedeutend mit ihrem besten Weltcupergebnis überhaupt.
Am 26. April 2021 gab Kopp nach einer enttäuschend verlaufenen Saison ihren Rücktritt bekannt.

## Erfolge

### Weltmeisterschaften
- Schladming 2013: 9. Teamwettbewerb

### Weltcup
- 4 Platzierungen unter den besten zehn

### Weltcupwertungen
| Saison  | Gesamt | Gesamt | Abfahrt | Abfahrt | Super-G | Super-G | Riesenslalom | Riesenslalom | Slalom | Slalom | Kombination | Kombination |
| Saison  | Platz  | Punkte | Platz   | Punkte  | Platz   | Punkte  | Platz        | Punkte       | Platz  | Punkte | Platz       | Punkte      |
| ------- | ------ | ------ | ------- | ------- | ------- | ------- | ------------ | ------------ | ------ | ------ | ----------- | ----------- |
| 2014/15 | 114.   | 5      | –       | –       | –       | –       | –            | –            | 51.    | 5      | –           | –           |
| 2015/16 | 70.    | 78     | –       | –       | –       | –       | 54.          | 2            | 43.    | 15     | 12.         | 61          |
| 2016/17 | 83.    | 41     | –       | –       | –       | –       | 48.          | 6            | 52.    | 6      | 22.         | 29          |
| 2017/18 | 75.    | 75     | –       | –       | 38.     | 22      | –            | –            | –      | –      | 14.         | 41          |
| 2018/19 | 81.    | 50     | –       | –       | –       | –       | –            | –            | –      | –      | 4.          | 50          |
| 2019/20 | 73.    | 58     | 50.     | 4       | 42.     | 11      | –            | –            | –      | –      | 11.         | 43          |
| 2020/21 | 100.   | 16     | 47.     | 2       | 43.     | 14      | –            | –            | 51.    | 5      | –           | –           |

### Europacup
- Saison 2014/15: 5. Slalomwertung
- Saison 2015/16: 8. Gesamtwertung, 2. Kombinationswertung
- Saison 2016/17: 7. Kombinationswertung
- Saison 2017/18: 10. Gesamtwertung, 4. Riesenslalomwertung
- Saison 2019/20: 5. Gesamtwertung, 3. Abfahrtswertung, 4. Super-G-Wertung, 6. Kombinationswertung
- Saison 2020/21: 5. Super-G-Wertung, 10. Abfahrtswertung
- 8 Podestplätze, davon 2 Siege:

| Datum           | Ort    | Land       | Disziplin         |
| --------------- | ------ | ---------- | ----------------- |
| 25. Januar 2016 | Châtel | Frankreich | Super-Kombination |
| 5. Februar 2020 | Pila   | Italien    | Abfahrt           |

### Juniorenweltmeisterschaften
- Québec 2013: 2. Mannschaftswettbewerb, 20. Riesenslalom
- Hafjell 2015: 1. Kombination, 3. Super-G, 7. Riesenslalom, 11. Abfahrt

### Weitere Erfolge
- Schweizer Meistertitel (Kombination 2016)
- 13 Siege in FIS-Rennen
- European Youth Olympic Festival 2009: 4. Riesenslalom, 4. Slalom